# Johann Schrenk
Johann Schrenk (* 1948 in Augsburg) ist ein deutscher Autor und Verleger.

## Leben
Johann Schrenk wurde in Augsburg geboren, aber wuchs in Gunzenhausen auf. Er besuchte das Humanistische Gymnasium des Benediktinerklosters Scheyern im oberbayerischen Landkreis Pfaffenhofen an der Ilm. Er studierte Soziologie sowie Wirtschafts- und Sozialgeschichte an der Universität Hamburg. Er legte 1974 sein Diplom ab und promovierte 1979 zum Dr. phil.
Johann Schrenk veröffentlichte zahlreiche Bücher, größtenteils Reiseführer, über Süddeutschland. Er lebt derzeit in Röttenbach im mittelfränkischen Landkreis Roth, wo er den bereits 1982 in Gunzenhausen gegründeten Schren-Verlag betreibt. Gemeinsam mit Hermann Glaser hat er die Buchreihe Buchfranken herausgegeben. 1998 gründete er die Goethe-Gesellschaft Gunzenhausen e. V., deren Erster Vorsitzender er bis 2024 war. 2014 wurde er Vorsitzender der Kulturinitiative Altmühlfranken. Er erhielt einen Förderpreis der Goethestiftung in Basel für seine fränkische Reiseliteratur.